# Direktverbindung (Verkehr)
Eine Direktverbindung ist eine unmittelbare Verbindung zwischen zwei Punkten (Point to Point) oder Orten (von A nach B). Im Verkehrswesen bildet sie die Alternative und das Gegenstück zum Hub-and-Spoke-Konzept.
(Siehe auch Transportnetzstruktur.)

## Luftverkehr
Die Direktverbindung im Luftverkehr basiert auf der Annahme, dass man viele Punkte der Erde nicht über ein großes Luftfahrt-Drehkreuz – einen Hub – ansteuert, sondern viele Direktflüge, auch von kleineren Flughäfen, zu vielen Flughäfen angeboten werden, um den Umsteigeverkehr über große Hubs zu vermeiden, was auch als Hub-bypassing bezeichnet wird.
Den Gegensatz bildet das Hub-and-Spoke-Verfahren, es basiert auf mindestens einem großen Hub pro Fluggesellschaft, von dem alle Ziele angeflogen werden. Dieser Flughafen wird mit Zubringerflügen (Feedern) „gefüttert“.

### Vor- und Nachteile
Beide Systeme haben Vor- und Nachteile; so ist prinzipiell für Kunden ein Direktflug attraktiver, jedoch bestehen auf einzelnen Verbindungen derart geringe Nachfragen, dass ein Direktflug ökonomisch nicht darstellbar wäre.  Gerade no frills-Anbieter setzen oft stark auf Direktflüge, bieten aber einzelne Routen nur einmal pro Woche an, um geringeren Auslastungen Rechnung zu tragen.
Aus ökologischer Sicht hat das Hub-and-Spoke System den Vorteil, dass größere, besser ausgelastete Flugzeuge zwischen den Hubs verkehren und damit pro Passagier weniger CO2 ausgestoßen wird. Allerdings ist die Auslastung der Zubringerflüge oft schlecht und diese werden üblicherweise mit kleinen und (pro Sitzplatz) verbrauchsstärkeren Flugzeugen durchgeführt. Da dies auch ökonomisch unattraktiv ist, gab es schon in den 1980er Jahren Versuche, die Zubringerverkehre wenigstens teilweise auf die Schiene zu verlegen (Lufthansa Airport Express, Rail&Fly).
In einem System mit Direktflügen liegen die Passagiere weniger Kilometer zurück, da der Umweg über einen Hub entfällt. Auch  sind pro Reise weniger Starts und Landungen erforderlich; Flugzeuge wenden einen erheblichen Teil der insgesamt benötigten Energie nur für diese beiden Flugphasen auf.
Historisch gab es zu Umsteigeflügen oft keine Alternative, da die Reichweite der Flugzeuge begrenzt war. Auch heute kann ein Zwischenstopp zum Auftanken ökonomisch und/oder ökologisch sinnvoll sein, da die Startmasse eines Flugzeuges, welches für eine längere Strecke getankt hat entsprechend höher ist, und somit der Verbrauch entsprechend steigt. Dies steht jedoch dem oben erwähnten Aspekt bzgl. des Energieverbrauchs bei Start und Landung entgegen. Je nach Flugzeugtyp gibt es daher ein Optimum, bei dem eine Zwischenlandung Treibstoff spart oder eben nicht. Ökonomische Aspekte (zusätzlicher Bedienung neuer Verbindungen vs. Längere Dauer des Fluges) spielen aber oft die größere Rolle bei derartigen Entscheidungen als der reine Treibstoffverbrauch.
Da – aufgrund der im Vergleich zu Kerosin niedrigen Energiedichte aller auf absehbare Zeit verfügbarer Batterien – elektrisch betriebene Flugzeuge in Reichweite und Nutzlast begrenzt sind und bleiben werden, bietet sich ihr Einsatz bei besonders kurzen Zubringerflügen an, um die lokal ausgestoßenen – bzw. (je nach Strommix) die überhaupt anfallenden – Emissionen zu verringern. Dies könnte dem Hub and Spoke Modell neuen Auftrieb geben, wenn Emissionen auch in der Luftfahrt künftig stärker internalisiert werden.

## Landverkehr
Im Landverkehr werden Direktverbindungen meist Shuttle genannt, je nach Verkehrsträger auch Shuttlebus bzw. Shuttlezug. Diese werden dann eingesetzt, wenn zwischen zwei Orten eine sehr starke Verkehrsnachfrage herrscht. Dies kann zeitweise der Fall sein, wie etwa bei Großveranstaltungen zwischen Parkplätzen und dem Veranstaltungsgelände, oder dauerhaft, wie etwa im Güterverkehr zwischen zwei Produktionsstätten. Je nach Ausmaß und Dauer dieses Verkehrs werden dafür gegebenenfalls eigens eingerichtete Infrastrukturen vorgehalten (Peoplemover an Flughäfen; Materialseilbahnen, Werksbahnen, Förderbänder) oder (semi-)temporär eingerichtet (Busspuren, Feldbahnen).